# Bloom (álbum de Red Velvet)
Bloom es el primer álbum de estudio japonés del grupo femenino surcoreano Red Velvet, que fue lanzado el 6 de abril de 2022 por Avex Trax y SM Entertainment. El álbum contiene once pistas, siendo cinco de ellas canciones nuevas, incluyendo su sencillo principal titulado «Wildside».

## Antecedentes y lanzamiento
El 10 de diciembre de 2021, se anunció que Red Velvet lanzaría su primer álbum de estudio japonés titulado Bloom. El álbum marcará el primer lanzamiento japonés del grupo femenino en casi dos años, después de Sappy de mayo de 2019, que incluía los sencillos «Sappy» y «Sayonara». Incluirá once canciones, de las cuales cinco son canciones nuevas, entre ellas el sencillo principal «Wildside». Además el lanzamiento contiene el resumen del vídeo del evento premium Red Velvet ReVeluv-Baby Party realizado en 2019, una primera producción de edición limitada en DVD y Blu-ray que incluye actividades anteriores en Japón, vídeos en vivo del A-nation, y vídeos de rodaje tomados para este álbum. Además, las filmaciones preparadas por cada miembro del grupo contará con un diseño especial que muestra la individualidad de cada una de ellas.
Inicialmente, el álbum estaba programado para ser lanzado el 2 de febrero de 2022, pero se pospuso debido a razones de producción sin que se indicara una nueva fecha de lanzamiento específica. Para el 12 de marzo, el grupo abrió su cuenta oficial japonesa de Twitter y anunció que sería lanzada el 6 de abril. También se publicó un programa de contenido, con la imagen teaser indicando que el grupo lanzará gradualmente varios contenidos. El sencillo principal fue lanzado el 28 de marzo, de 2022 antes del lanzamiento del álbum.

## Lista de canciones
| CD / Descarga digital |                   |                                   | |                                                                     |          |  |
| N.º                   | Título            | Letras                            | Música | Arreglo                                                             | Duración |  |
| 1.                    | «Marionette»      | Kenji Toyosaki                    | Alysa, Andy Love |                                                                     | 3:48     |  |
| 2.                    | «Wildside»        | Boyhood                           | Deez, Yunsu Kim, Anne Judith Stokke Wik |                                                                     | 3:49     |  |
| 3.                    | «Sappy»           | MEG.ME                            | Maria Marcus, Andreas Öberg, Emyli | Andreas Öberg, Emyli                                                | 3:19     |  |
| 4.                    | «Jackpot»         | UME                               | Alysa, Carlyle Cosmas Savio Fernandes, Nermin Harambasic, JinByJin, Ronny Vidar Svendsen, Anne Ju                                                     |                                                                     | 3:02     |  |
| 5.                    | «#Cookie Jar»     | MEG.ME                            | Efraim Faramir Sixten Fransesco Vindalf Cederqvist Leo, JFMee, Gavin Jones, Saima Irén Mian, Ronny Vidar Svendsen, Anne Judith Wik, Nermin Harambašić | Dsign Music, Efraim Faramir Sixten Fransesco Vindalf Cederqvist Leo | 3:33     |  |
| 6.                    | «Snap Snap»       | H.Toyosaki                        | Ellen Berg, Cazzi Opeia, Alexander Karlsson, Alexej Viktorovitch                                                                                      |                                                                     | 3:23     |  |
| 7.                    | «Sayonara»        | Daisuke Nojima (Agehasprings)     | Hyuk Shin (Joombas), Kyum Lyk (Joombas), Ashley Alisha (Joombas), JJ Evans (Joombas)                                                                  | Joombas                                                             | 3:15     |  |
| 8.                    | «Aitai-tai»       | H.Toyosaki, Hyun Hwang (MonoTree) | Hyun Hwang (MonoTree) | MonoTree                                                            | 3:14     |  |
| 9.                    | «Swimming Pool»   | Hidenori Tanaka (Agehasprings)    | Didrik Thott, Sean Alexander (Avenue 52), Daren "Baby Dee Beats" Smith                                                                                | Avenue 52                                                           | 3:20     |  |
| 10.                   | «'Cause It's You» | Izumi Soratani (Agehasprings)     | Anne Judith Wik, Ronny Vidar Svendsen, Nermin Harambašić, Jin Suk Choi, Justin Stein, Park Geun-tae                                                   | Dsign Music                                                         | 2:59     |  |
| 11.                   | «Color of Love»   | Natsumi Kobayashi                 | Ashley Alisha, Hyuk Shin, JJ Evans, Hong Young-in (Royal Dive), Jun Byoung-sun (Royal Dive)                                                           |                                                                     | 3:07     |  |
| 36:59                 |                   |                                   | |                                                                     |          |  |

| DVD / Blu-ray |                                               |          |  |
| N.º           | Título                                        | Duración |  |
| 1.            | «Red Velvet "ReVeluv-Baby Party 2019" Digest» |          |  |
| 2.            | «Red Velvet Making of Japan»                  |          |  |
| 3.            | «A-Nation Best Selection»                     |          |  |
| 4.            | «Bloom Jacket Making Clip»                    |          |  |

## Posicionamiento en listas
| Lista (2022)            | Mejor posición |
| ----------------------- | -------------- |
| Japón (Billboard Japan) | 2              |
| Japón (Oricon Chart)    | 5              |

| Lista (2022)         | Mejor posición |
| -------------------- | -------------- |
| Japón (Oricon Chart) | 11             |

## Historial de lanzamiento
| País   | Fecha              | Formato                              | Discográfica        |
| ------ | ------------------ | ------------------------------------ | ------------------- |
| Japón  | 6 de abril de 2022 | CD, DVD, Descarga digital, streaming | Avex Trax, SM Japan |
| Varios | 6 de abril de 2022 | CD, DVD, Descarga digital, streaming | Avex Trax, SM Japan |